# اسپرس خوزستانی
اسپرس خوزستانی، اسپرس باغ‌ملکی (نام علمی: Onobrychis iranshahrii) نام یک گونه از سرده اسپرس است.